# ラウル・ルイディアス
ラウル・マリオ・ルイディアス・ミシティッチ（Raúl Mario Ruidíaz Misitich、1990年7月25日 - ）は、ペルー・ビジャ・マリア・デル・トリウンフォ出身のサッカー選手。ポジションはフォワード。

## 経歴

### クラブ
2008年にU・アメリカFCでデビュー。2009年からウニベルシタリオ・デポルテスでプレーし、2012年にチリのウニベルシダ・デ・チレへ移籍した。

### 代表
ペルー代表として2011年6月1日、日本代表戦でデビューを果たした。

## 代表歴

### 出場大会
- ペルー代表
  - 2018 FIFAワールドカップ

### 試合数
- 国際Aマッチ 54試合 4得点（2011年-）[1]

| ペルー代表 | 国際Aマッチ | 国際Aマッチ |
| 年         | 出場        | 得点        |
| ---------- | ----------- | ----------- |
| 2011       | 3           | 0           |
| 2012       | 3           | 0           |
| 2013       | 1           | 0           |
| 2014       | 2           | 0           |
| 2015       | 1           | 0           |
| 2016       | 12          | 3           |
| 2017       | 4           | 0           |
| 2018       | 10          | 1           |
| 2019       | 7           | 0           |
| 2020       | 3           | 0           |
| 2021       | 4           | 0           |
| 2022       | 2           | 0           |
| 2023       | 2           | 0           |
| 通算       | 54          | 4           |

## タイトル

### クラブ
ウニベルシタリオ・デポルテス
- プリメーラ・ディビシオン (2) : 2009, 2013

ウニベルシダ・デ・チレ
- プリメーラ・ディビシオン (1) : 2012A